# Тоцкая, Дарья Сергеевна
Тоцкая Дарья Сергеевна (род. в 1989 году) — российский прозаик, литературный критик, арт-критик, искусствовед, художник, куратор выставок.

## Биография
Родилась 21 марта 1989 года в городе Оренбурге. Окончила Санкт-Петербургский государственный институт культуры, факультет истории мировой культуры, специальность арт-экспертиза, в 2012 году. Ранее прервала обучение на художественно-графическом факультете анапского филиала Московского педагогического государственного университета по специальности графический дизайн.
Публиковалась в литературных журналах «Новый берег», «Интерпоэзия», «Москва», «Знамя», «Юность», «Сибирские огни», «Волга-Перископ», "Кольцо А"и др., сетевых литературных порталах и журналах «Формаслов», «Лиterraтура», «Артикуляция», «Нате», «Аконит», Darker и др. Арт-критика публиковалась в медиа ARTУзел и в авторской колонке #нормарт в журнале «Формаслов» (2019—2023).
Автор романа «Море Микоша» (в 2019 году опубликован в литературном журнале «Москва», в 2020 году — в издательстве «Де’Либри»).
Живописные работы экспонировались в Москве в Центральном доме художников, в Краснодаре, в Словакии, Венгрии, Украине, Болгарии, Румынии, Сербии.
Член Союза журналистов России, член Профессионального союза художников России.
Живёт в Краснодаре.
Хобби: фридайвинг, ландшафтный дизайн, глубинная психология, история религий.

## Современники о Дарье Тоцкой
Михаил Квадратов:

Дарья Тоцкая — художник; для меня ее картины реалистичны, кто-то же назовет их абстракцией: в изобразительном искусстве свои термины. Похоже, язык книги является продолжением ее опыта в живописи; ее литературный метод — магический реализм, а именно — двоемирие, включение мистики в обыденную картину мира. При этом текст по-настоящему красочный и плотный. Перед нами роман художника-визионера.

Николай Палубнев (критик):

Дарья Тоцкая в повести «Море Микоша» приоткрывает тайну карпатской жизни одной личности, ценной во времени и пространстве времени, как всё человечество. Можно героя любить, относиться с симпатией, всё равно с прочтением он навсегда проникает во все клетки твоего организма, ты уже не будешь прежним….

Павел Виноградов (прозаик, критик):

Вообще, кажется, что автор, подобно Джойсу, ставил целью создать некий современный эпос, включив в него сюжеты и персонажей древней мифологии. Задача грандиозная, трудновыполнимая… Порой трудно продираться сквозь излишне усложнённые и велеречивые, хотя иногда потрясающе сочные и точные, а иногда пронзительно поэтичные словесные конструкции. Но читателя раз за разом ждёт награда за его труды — ощущение прикосновения к оригинальной прозе..

Анна Нуждина (критик):

Этот роман обнажает глубочайшие знания Дарьи Тоцкой в области быта, мифологии, языка и культуры народов Карпат. Его язык богат, сочен и приближается к сказовой традиции — особенно там, где нужно описать гуцульское блюдо или верование. Но это совсем не антропологическое исследование, облеченное в художественную форму. Хотя обычай и магия занимают в «Море Микоша» важное место и образуют совершенно уникальный топос, в центре романа — всё равно человеческая судьба..

Кирилл Ямщиков (критик):

«Море Микоша» — сильное высказывание по следам далекой и вряд ли хорошо знакомой нам культуры..

Владимир Чакин (критик):

"Не существует резкой границы между светлым и темным миром, есть лишь серая зона, которая может быть чуть светлее или темнее. И к этим мыслям приводит чтение истории о жизни Микоша, мальчика-гуцула (даже в зрелом возрасте сохранившего детский, незамутненный взгляд на мир), воспринимающего окружающее не огульно усредненным, поляризованным взглядом, а душевно честным и не то чтобы объективным (возможна ли абсолютная объективность в мире?), а как раз наоборот, предельно субъективным, то есть именно таким, каким воспринимает его каждый из нас. Жизнь — это море, которое замерзает, когда все кончается..

## Награды и премии
- Победитель конкурса литературной критики и публицистики журнала «Волга-Перископ» в номинации «Публицистика» (2020)[8]
- Победитель конкурса арт-критики независимого медиа-проекта «ART Узел» в номинации «Арт-обзор» (2020)[9]
- Участник шорт-листа независимой литературной «Русской премии» за роман «Море Микоша» (Чехия, 2020)
- Участник шорт-листа конкурса литературной и театральной критики имени В. Г. Белинского «Я в мире боец» в номинации «Литературная критика» (2021, 2022)[10][11]
- Финалист Первого всероссийского конкурса молодых критиков (2021)[12]
- Победитель конкурса литературной критики «Эхо» (2021)[13]
- Участник лонг-листа Международной молодежной премии «Восхождение» Русского ПЕН-центра за роман «Море Микоша» (2021)[14]
- Победитель конкурса эссе, посвященных актуальным вопросам, тенденциям и течениям современной поэзии — журнал «Интерпоэзия»(2022)[15]
- Финалист Всероссийской литературной премии имени А. И. Казинцева в номинации «Критика» (2022)[16]
- Участник лонг-листа Всероссийской литературно-критической премии «Неистовый Виссарион» (2022)[17]
- Участник лонг-листа Международной премии имени Фазиля Искандера[англ.] Русского ПЕН-центра за роман «Море Микоша» (2022)[18]
- Участник шорт-листа конкурса литературной критики "Эхо" в номинации "Творчество Михаила Анчарова"(2023) [19]